# یواس‌اس استک (دی‌دی-۴۰۶)
یواس‌اس استک (دی‌دی-۴۰۶) (به انگلیسی: USS Stack (DD-406)) یک کشتی بود که طول آن 341 ft 4 in بود. این کشتی در سال ۱۹۳۸ ساخته شد.